# Love + Fear Tour
Love + Fear Tour è il quarto tour di Marina Diamandis, a supporto del suo quarto album in studio Love + Fear.

## Storia
Il tour è iniziato il 29 aprile 2019 a Newcastle e si è concluso il 18 novembre dello stesso anno a Madrid, toccando il continente europeo e quello nordamericano. Il 28 maggio 2019, la cantante ha annunciato 5 nuove date in Regno Unito, per la seconda parte del tour. Il 17 giugno 2019, sono state aggiunte ulteriori date europee. Il 16 settembre 2019 si è reso necessario aggiungere 2 date aggiuntive a Madrid e ad Amsterdam.
Una novità rispetto ai tour precedenti dell'artista è l'assenza della band sul palco e la presenza invece di un gruppo di ballerini e di coristi. Quando le è stato chiesto riguardo al tour, la cantante ha affermato "[Il tour] è contemporaneo... il format è simile a uno spettacolo teatrale o di danza contemporaneo". Il palco è leggermente inclinato e gli oggetti di scena sono bianchi per permettere la proiezione di immagini ed elementi luminosi. È la prima volta che Marina intraprende un tour incentrato sulla coreografia.
Gli abiti di scena sono ispirati a quelli che indossava la cantante statunitense Beyoncé nei suoi vecchi concerti. Marina ha detto "Volevo qualcosa di molto potente e femminile".

## Scaletta
Act 1: Love
1. Handmade Heaven
2. Hollywood
3. Primadonna
4. Enjoy Your Life
5. I Am Not a Robot
6. To Be Human
7. Superstar
8. Froot
9. Orange Trees
10. Happy

Act 2: Fear
1. Believe in Love
2. Life Is Strange
3. Soft to Be Strong
4. I'm a Ruin
5. Are You Satisfied?
6. Karma
7. Savages
8. Immortal
9. End of the Earth
10. How to Be a Heartbreaker

In alcune date, Marina, per variare, ha aggiunto alla scaletta i brani Teen Idle, Bubblegum Bitch e Blue.

## Date
| Data              | Paese       | Città                | Sede                                 |
| ----------------- | ----------- | -------------------- | ------------------------------------ |
| Regno Unito       |             |                      |                                      |
| 29 aprile 2019    | Regno Unito | Newcastle upon Tyne  | O2 Academy Newcastle                 |
| 30 aprile 2019    | Regno Unito | Glasgow              | O2 Academy Glasgow                   |
| 3 maggio 2019     | Regno Unito | Londra               | Royal Albert Hall                    |
| 7 maggio 2019     | Regno Unito | Bournemouth          | O2 Academy Bournemouth               |
| 9 maggio 2019     | Regno Unito | Birmingham           | O2 Academy Birmingham                |
| 10 maggio 2019    | Regno Unito | Manchester           | O2 Apollo Manchester                 |
| Nord America      |             |                      |                                      |
| 26 maggio 2019    | Stati Uniti | Boston               | Boston Calling Festival              |
| 28 giugno 2019    | Stati Uniti | New York             | The Rainbow Room                     |
| Europa            |             |                      |                                      |
| 4 luglio 2019     | Polonia     | Gdynia               | Open'er Festival                     |
| 6 luglio 2019     | Danimarca   | Roskilde             | Roskilde Festival                    |
| 7 luglio 2019     | Finlandia   | Turku                | Ruisrock Festival                    |
| 12 luglio 2019    | Spagna      | Madrid               | Mad Cool                             |
| 13 luglio 2019    | Portogallo  | Algés                | NOS Alive                            |
| 18 luglio 2019    | Spagna      | Benicasim            | Festival Internacional de Benicàssim |
| 20 luglio 2019    | Regno Unito | Wangford with Henham | Latitude Festival                    |
| Nord America      |             |                      |                                      |
| 10 settembre 2019 | Canada      | Toronto              | Rebel                                |
| 11 settembre 2019 | Canada      | Montréal             | Mtelus                               |
| 13 settembre 2019 | Stati Uniti | Boston               | Blue Hills Bank Pavilion             |
| 14 settembre 2019 | Stati Uniti | Filadelfia           | The Met                              |
| 16 settembre 2019 | Stati Uniti | New York             | Summerstage, Central Park            |
| 18 settembre 2019 | Stati Uniti | Washington           | The Anthem                           |
| 20 settembre 2019 | Stati Uniti | Nashville            | Ryman Auditorium                     |
| 21 settembre 2019 | Stati Uniti | Atlanta              | Coca-Cola Roxy                       |
| 23 settembre 2019 | Stati Uniti | Chicago              | Aragon Ballroom                      |
| 24 settembre 2019 | Stati Uniti | Minneapolis          | Orpheum Theatre                      |
| 26 settembre 2019 | Stati Uniti | Houston              | Revention Music Center               |
| 27 settembre 2019 | Stati Uniti | Dallas               | The Bomb Factory                     |
| 28 settembre 2019 | Stati Uniti | Austin               | Moody Theater                        |
| 30 settembre 2019 | Stati Uniti | Denver               | Mission Ballroom                     |
| 1º ottobre 2019   | Stati Uniti | Salt Lake City       | The Union                            |
| 4 ottobre 2019    | Stati Uniti | Los Angeles          | Greek Theatre                        |
| 5 ottobre 2019    | Stati Uniti | San Francisco        | The Masonic                          |
| 7 ottobre 2019    | Stati Uniti | Portland             | Arlene Schnitzer Concert Hall        |
| 8 ottobre 2019    | Stati Uniti | Seattle              | Paramount Theatre                    |
| 9 ottobre 2019    | Canada      | Vancouver            | Orpheum Theatre                      |
| Europa            |             |                      |                                      |
| 28 ottobre 2019   | Regno Unito | Edimburgo            | Usher Hall                           |
| 29 ottobre 2019   | Regno Unito | Manchester           | O2 Apollo                            |
| 30 ottobre 2019   | Irlanda     | Dublino              | Olympia Theatre                      |
| 1º novembre 2019  | Regno Unito | Cardiff              | Motorpoint Arena                     |
| 4 novembre 2019   | Regno Unito | Londra               | Eventim Apollo                       |
| 5 novembre 2019   | Regno Unito | Brighton             | Brighton Centre                      |
| 8 novembre 2019   | Francia     | Parigi               | Zénith de Paris                      |
| 10 novembre 2019  | Paesi Bassi | Amsterdam            | Melkweg                              |
| 11 novembre 2019  | Paesi Bassi | Tilburg              | 013                                  |
| 12 novembre 2019  | Belgio      | Anversa              | Trix                                 |
| 14 novembre 2019  | Italia      | Milano               | Fabrique                             |
| 16 novembre 2019  | Grecia      | Atene                | Piraeus 117                          |
| 18 novembre 2019  | Spagna      | Madrid               | Sala La Riviera                      |